# 加尔都西会圣伯多禄堂

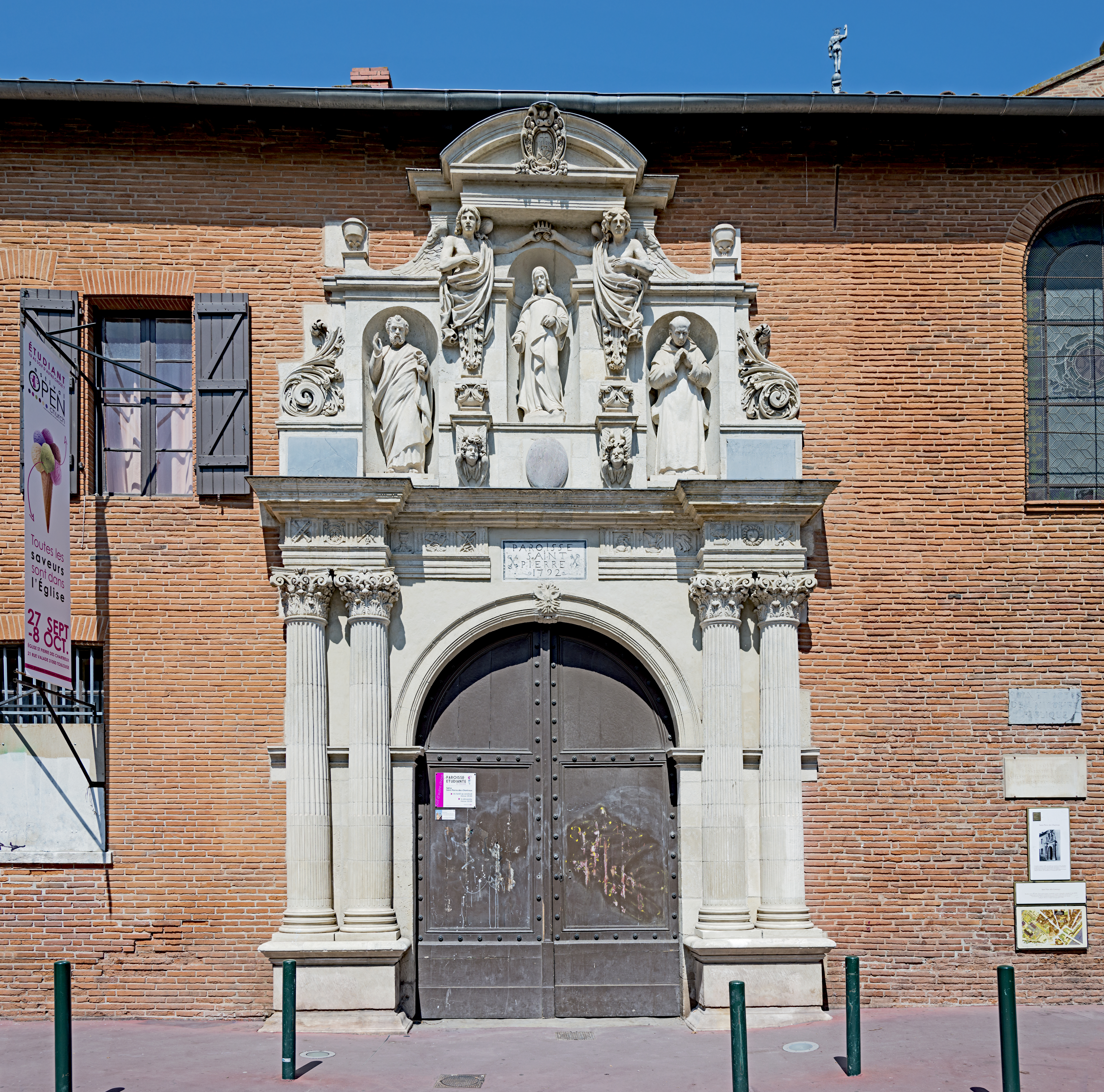

加尔都西会圣伯多禄堂（Église Saint-Pierre des Chartreux）是一座罗马天主教教堂，巴洛克建筑风格，位于法国奥克西塔尼大区上加龙省图卢兹的圣伯多禄广场（Place Saint-Pierre）附近的瓦拉德街（rue Valade）。它的名字来源于17世纪初建立的加尔都西会修道院，供奉圣伯多禄。1956年，该建筑公布为法国历史遗迹。

## 历史
这座教堂于1602年开始修建，加尔都西会被新教徒赶出卡斯特尔附近的萨克斯贝尔维尤圣母院（chartreuse Notre-Dame de Bellevue de Saïx），决定在图卢兹城墙下修建一座修道院。1612年5月20日，红衣主教弗朗索瓦•德苏尔迪斯（François de Sourdis）祝圣了教堂。
18世纪法国大革命后，修士们被驱逐，修道院变成了军火库。现在只剩下教堂、旧药房、客栈和回廊的一部分。
该堂最初供奉圣母玛利亚和底比斯的圣保禄。革命后，附近的圣伯多禄堂被征用为兵工厂，堂区转移到此处，1792年改称为圣伯多禄堂。
2007年9月，该堂被纳入圣塞宁堂区。

## 建筑

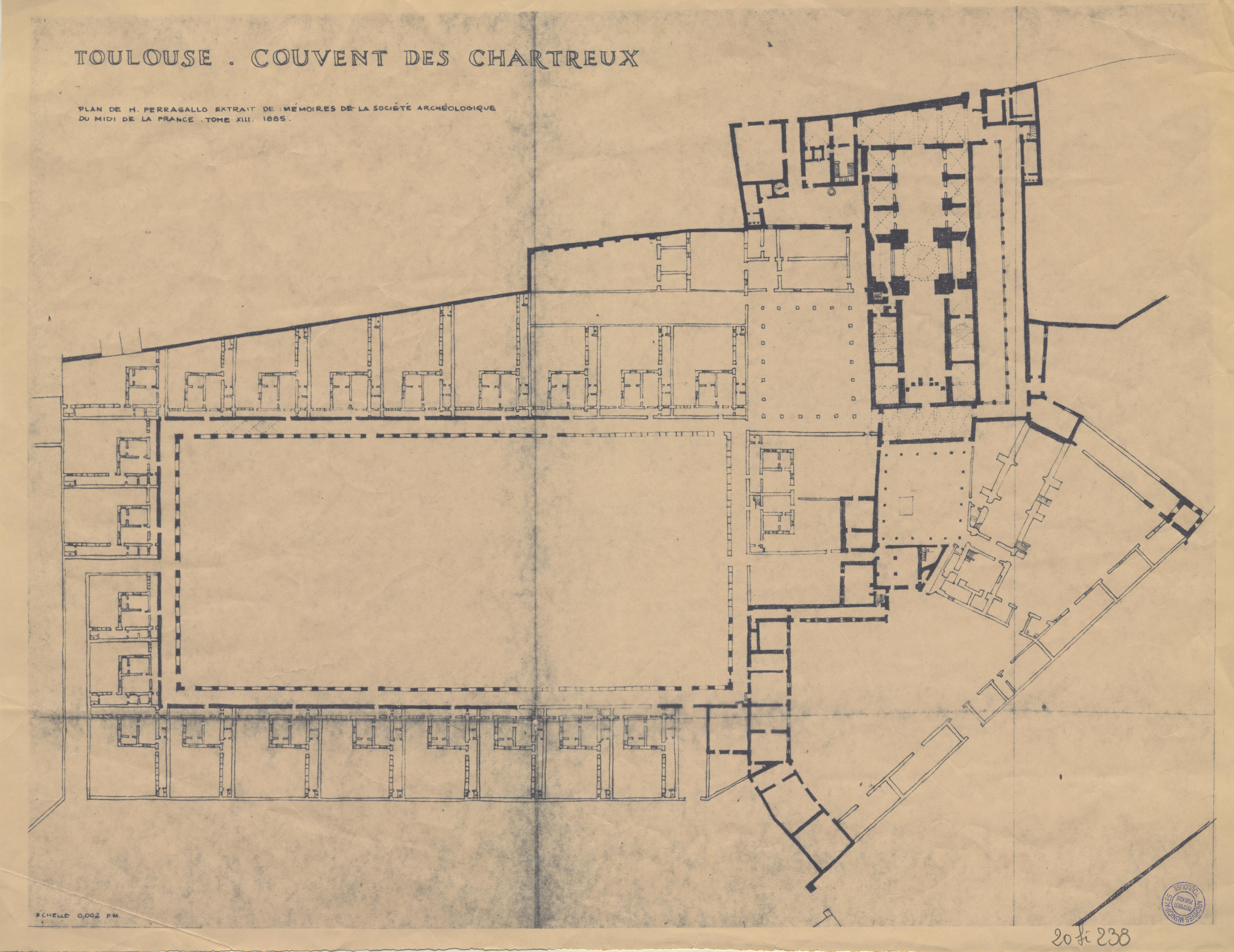

教堂大门由尼古拉斯•巴切利尔（Nicolas Bachelier）的儿子安托万•巴切利尔（Antoine Bachelier）于1613年雕刻。它不是直接通向教堂，而是通向一个大厅，称为“中庭”（atrium），作为街道和修道院之间的缓冲区。以前这里是堂区死者墓碑的所在地。今天，中庭举办各种堂区活动：音乐会、会议、展览等。
该堂有一个独特之处，由正祭台分隔成两个部分。一部分是“教友”的中殿，所有人都可以进入；另一部分是咏经席，“修士中殿”（nef des moines）， 专为神职人员保留。

### 中殿
在中殿的两侧，各有三座小堂，左侧为炼狱小堂、耶稣圣心小堂、玫瑰圣母小堂，右边是洗礼小堂、圣母小堂和圣伯多禄小堂。墙壁和天花板绘有新文艺复兴风格的图案，可能是革命后增加的。
在中殿可以欣赏到许多绘画作品，包括让-巴蒂斯特•德斯帕克斯（Jean-Baptiste Despax）的牧羊人的崇拜，以及图卢兹历任主教的肖像画。

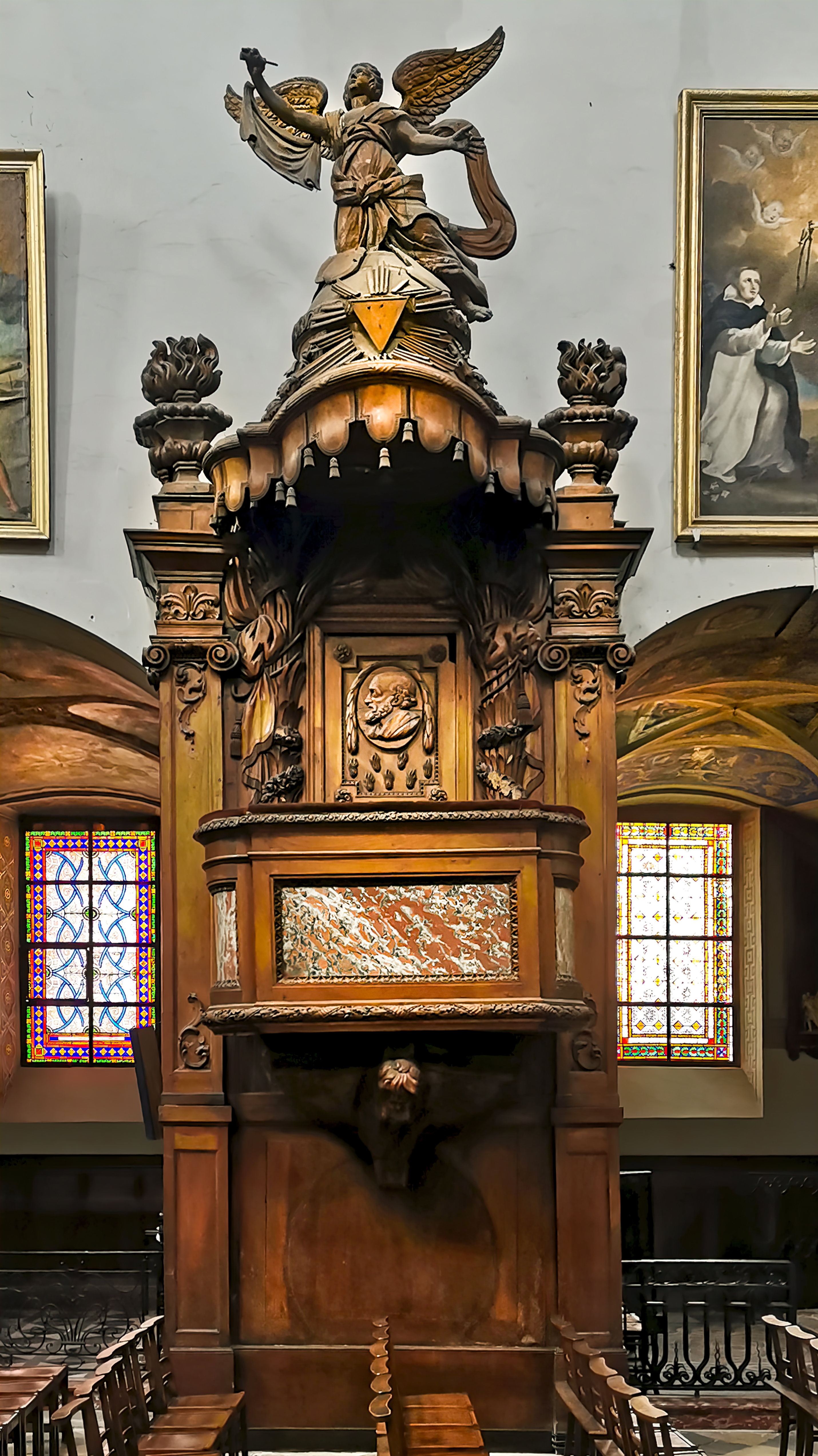
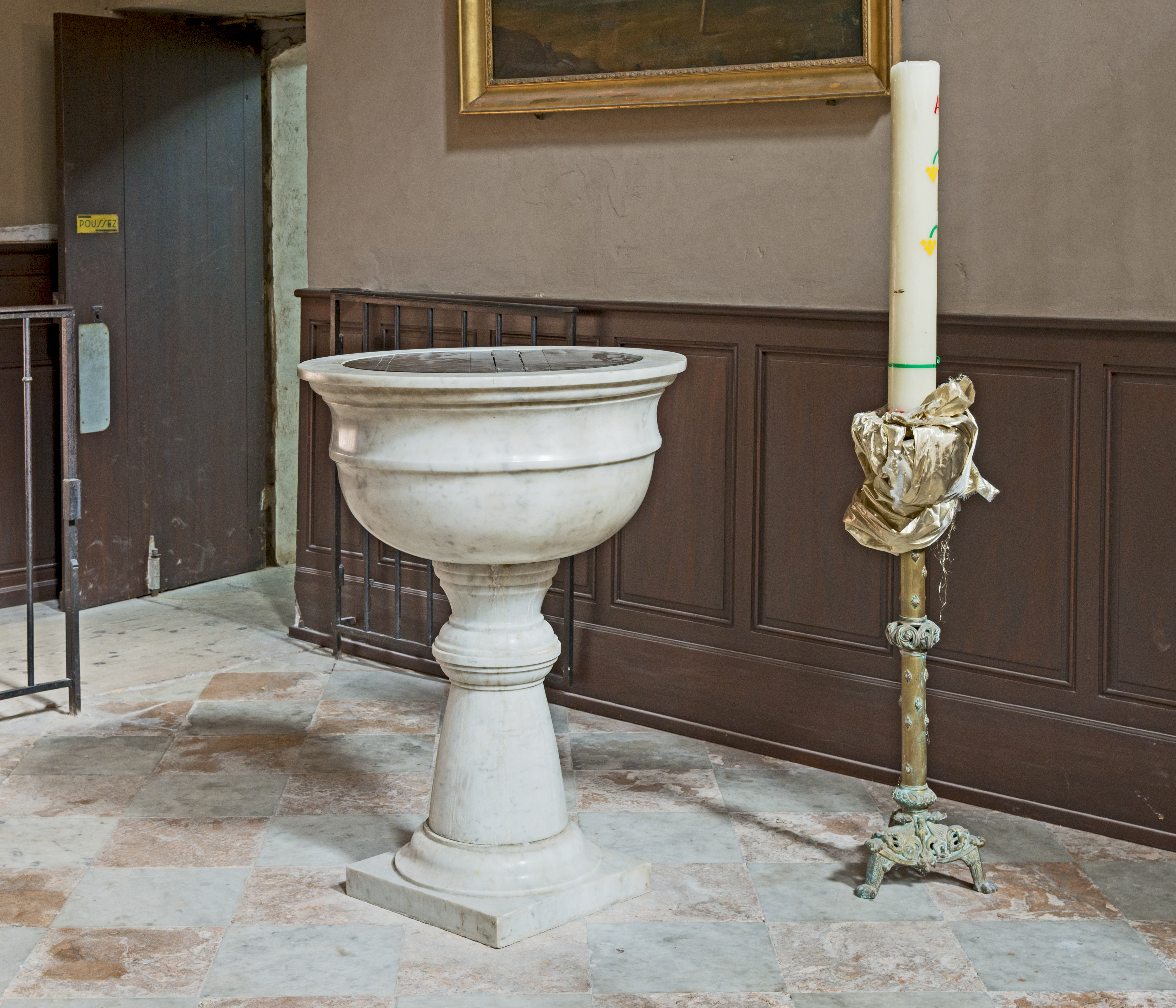
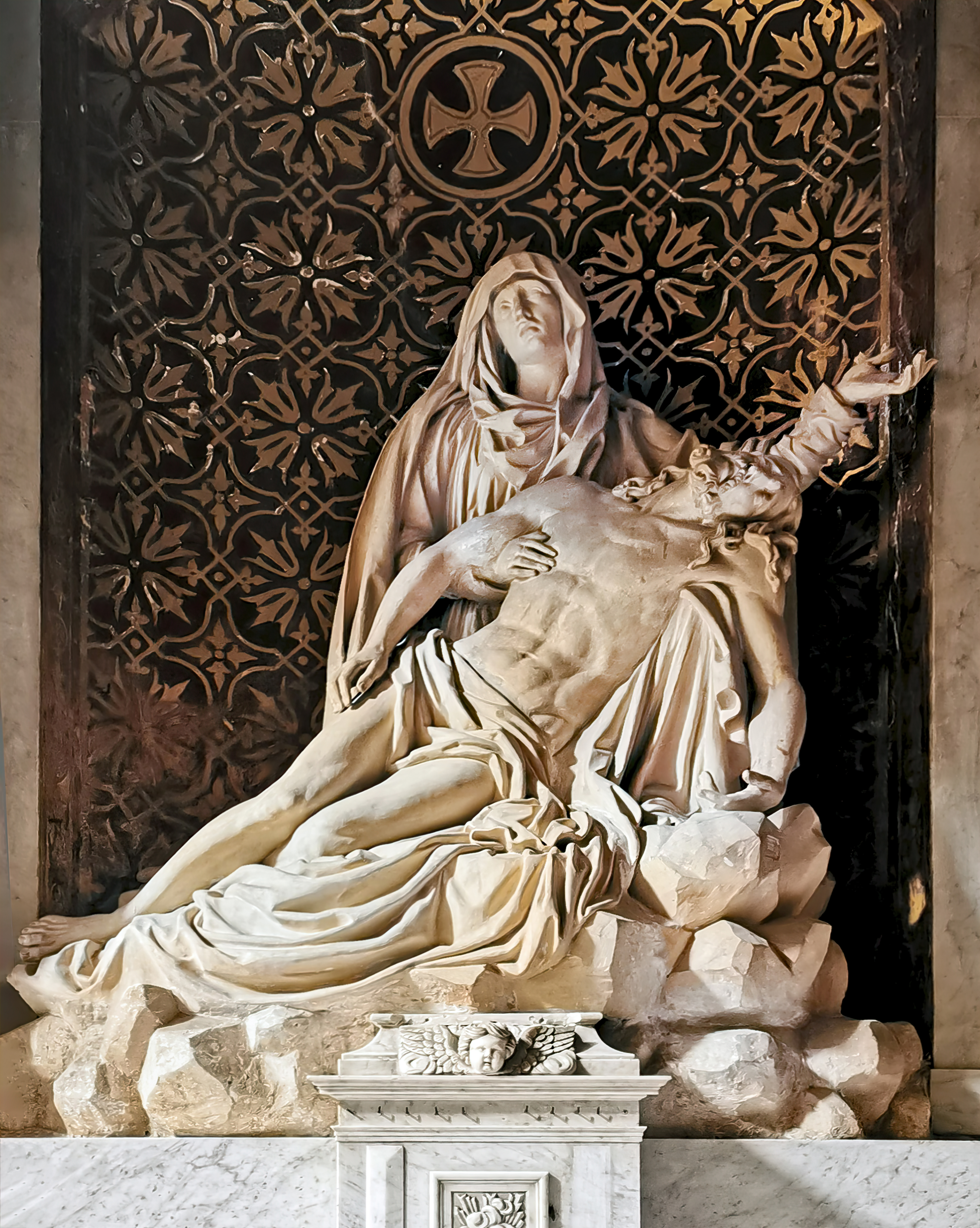

### 正祭台
正祭台用比利牛斯大理石建造，由弗朗索瓦•卡马斯（François Cammas）设计。1785年，弗朗索瓦•卢卡斯（François Lucas）创作了代表天使加冕圣礼的雕塑，已被列为法国历史遗迹。
通往祭坛的台阶，使用不同色调的大理石砌筑，象征基督牺牲的不同阶段：红色和白色象征鞭打和十字架的道路；红色象征钉十字架；黑色象征死亡；红色和白色象征埋葬坟墓和进入阴间；最后用白色象征复活。

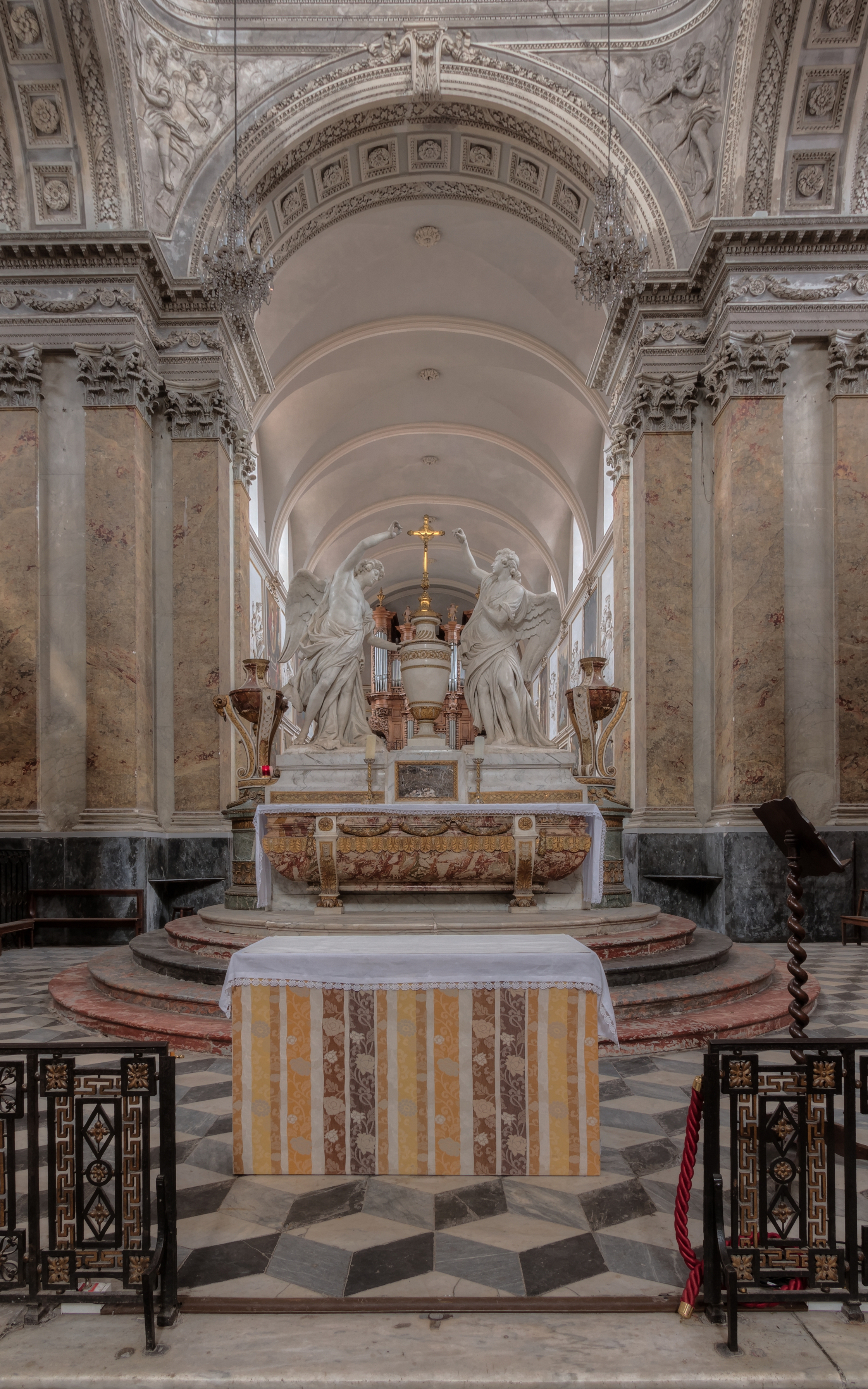
正祭台
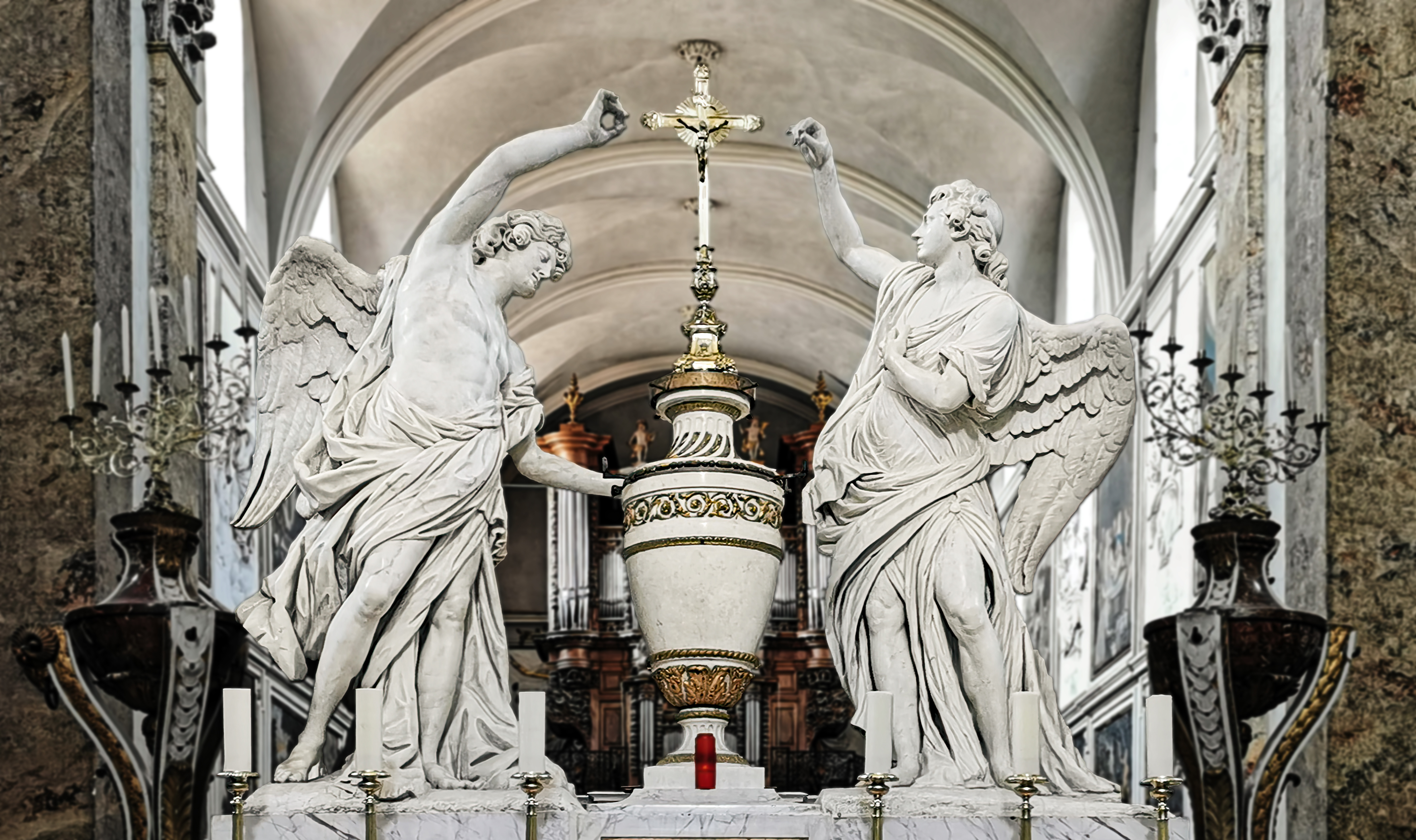
1785年弗朗索瓦•卢卡斯为圣礼加冕的天使

### 管风琴

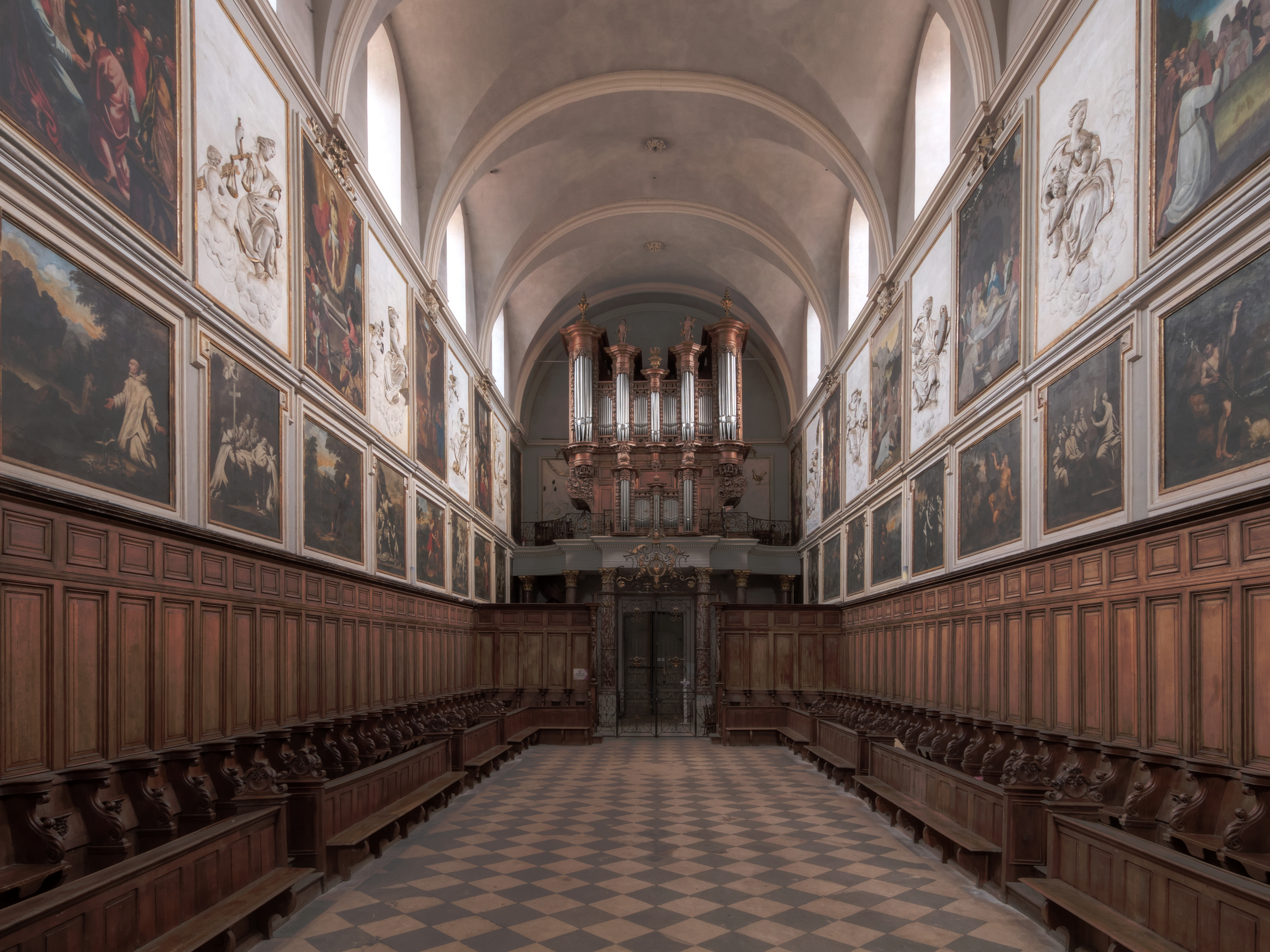
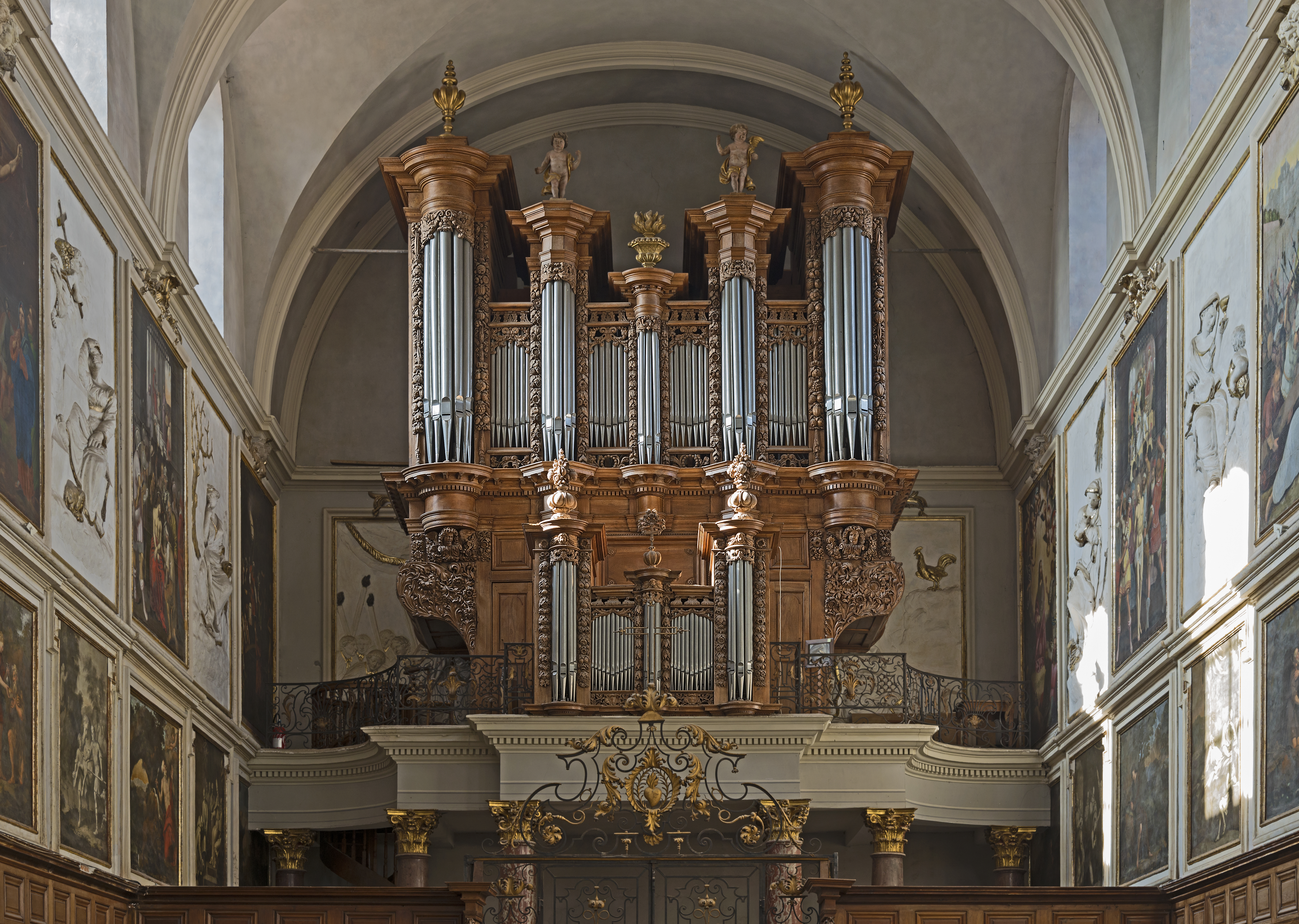
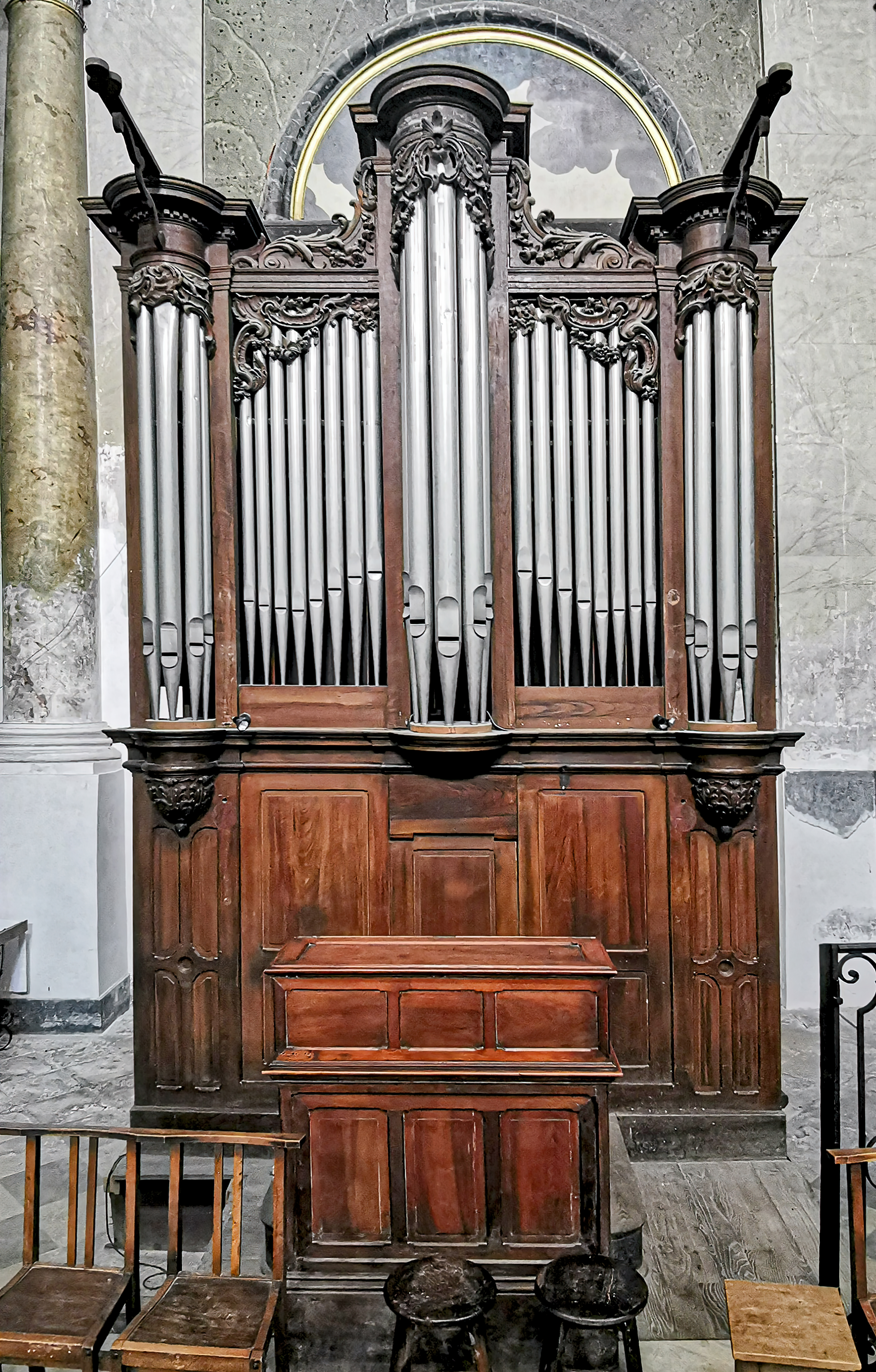
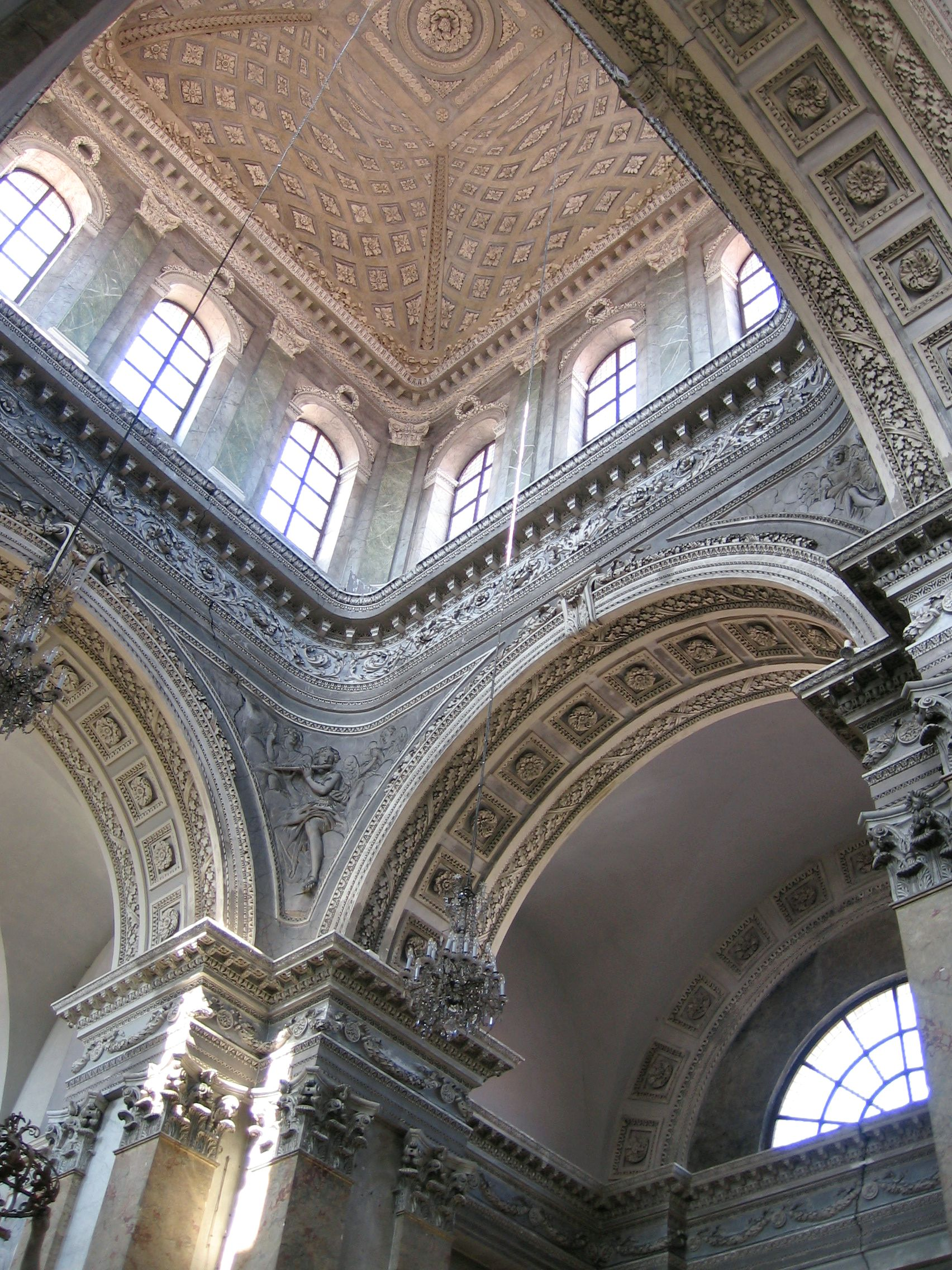
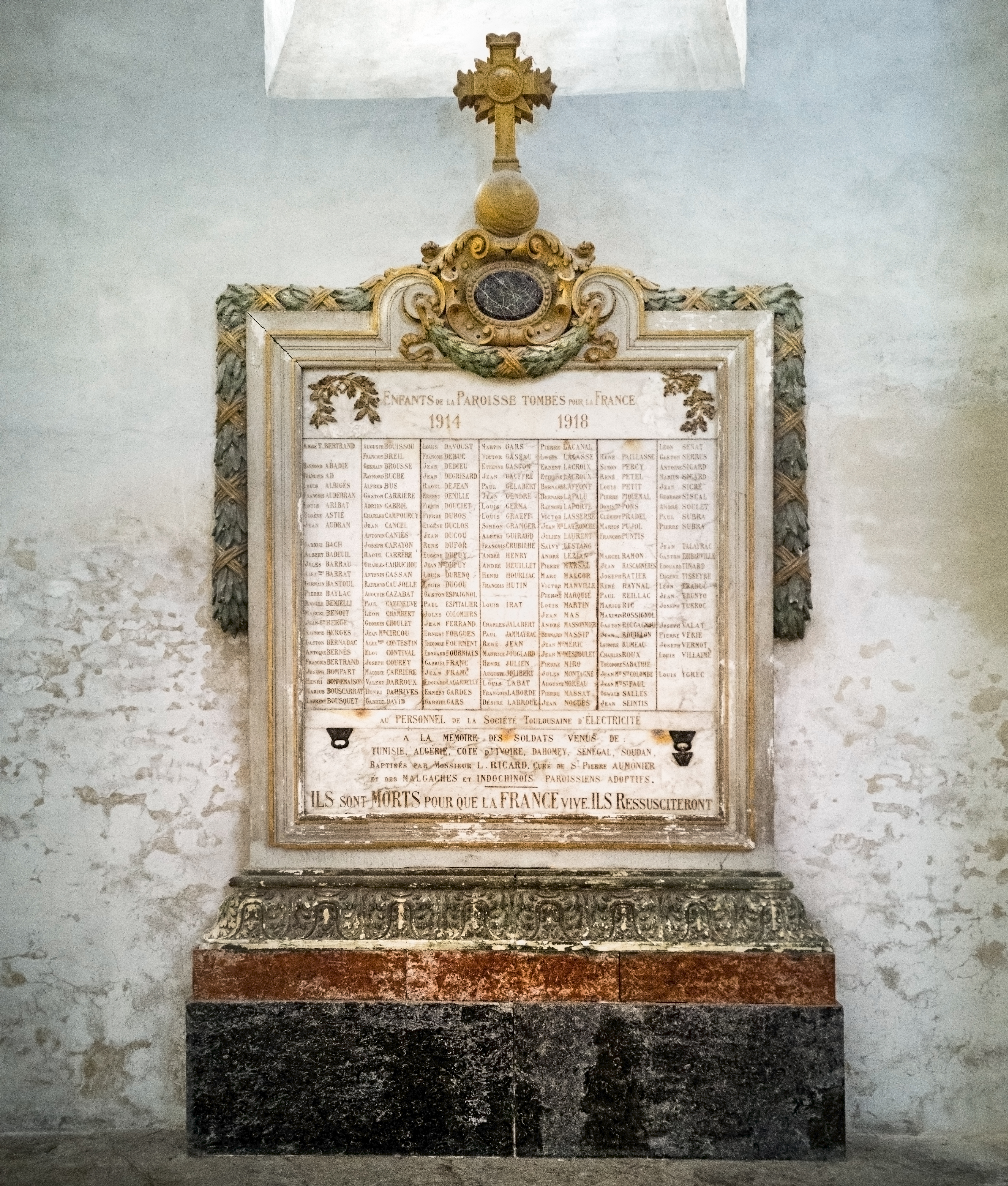

### 咏经席
咏经席包括62个17世纪的雕刻席位。

### 圣十字小堂

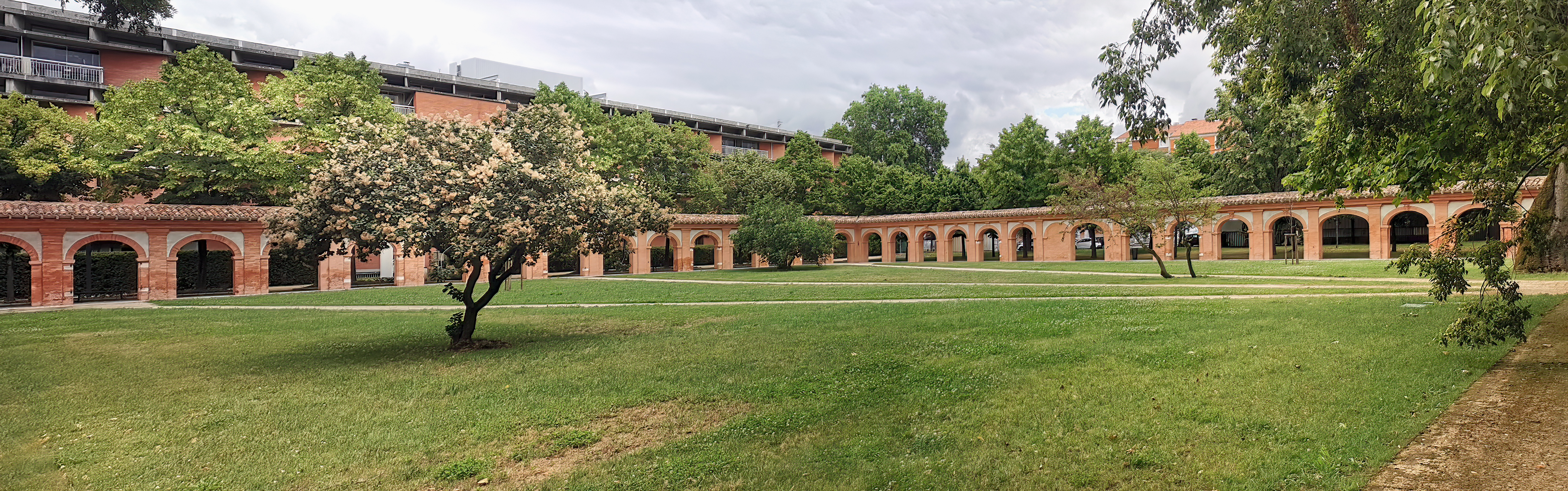
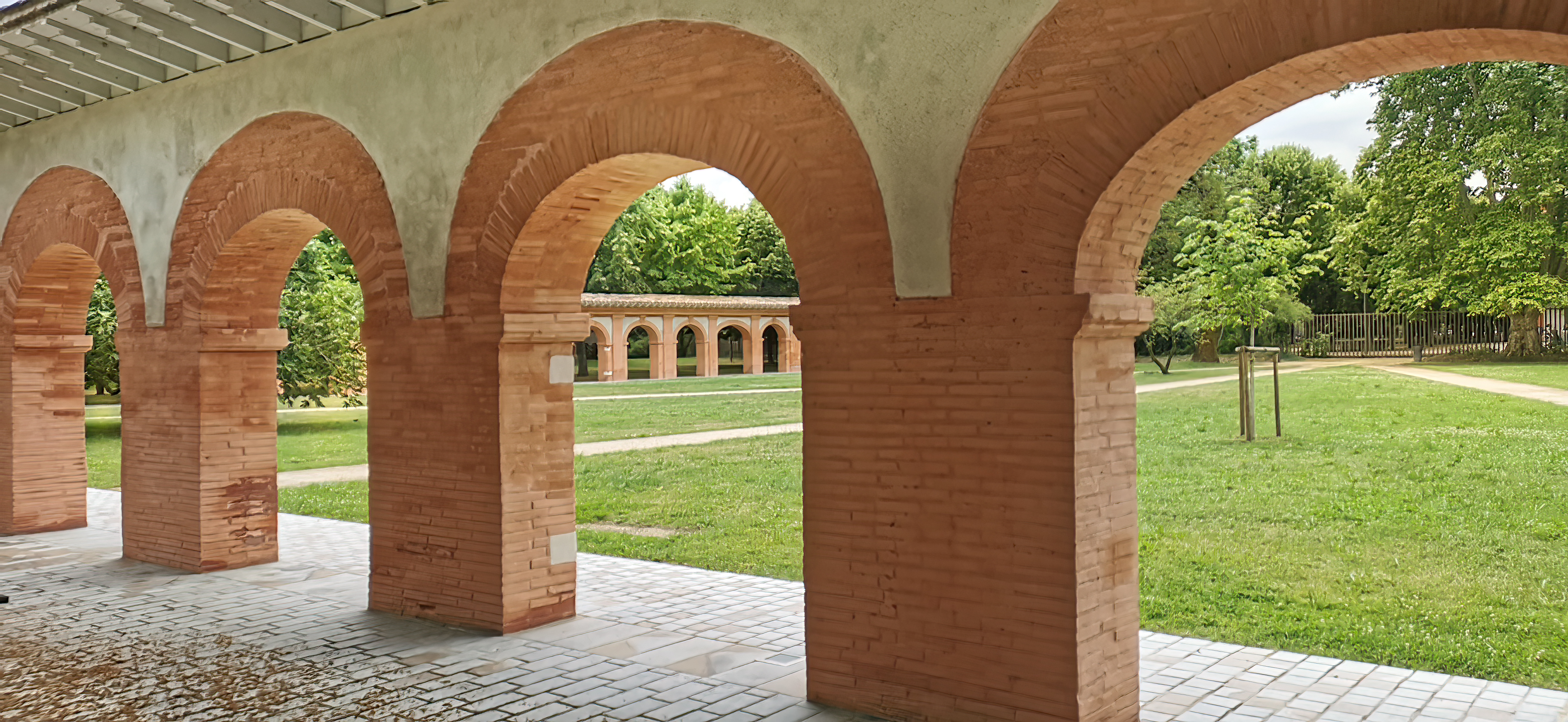

圣十字小堂（chapelle de la Sainte-Croix）

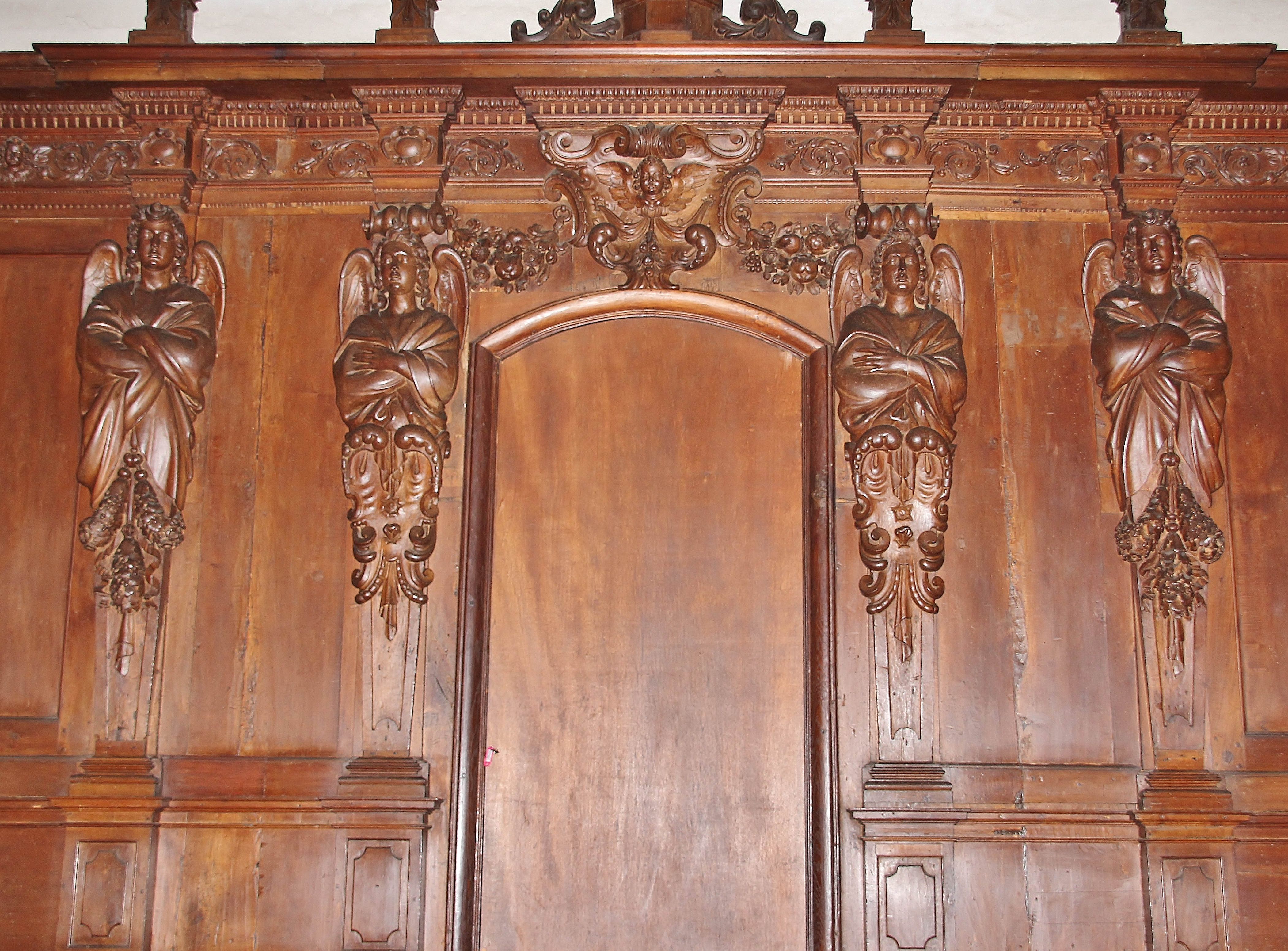
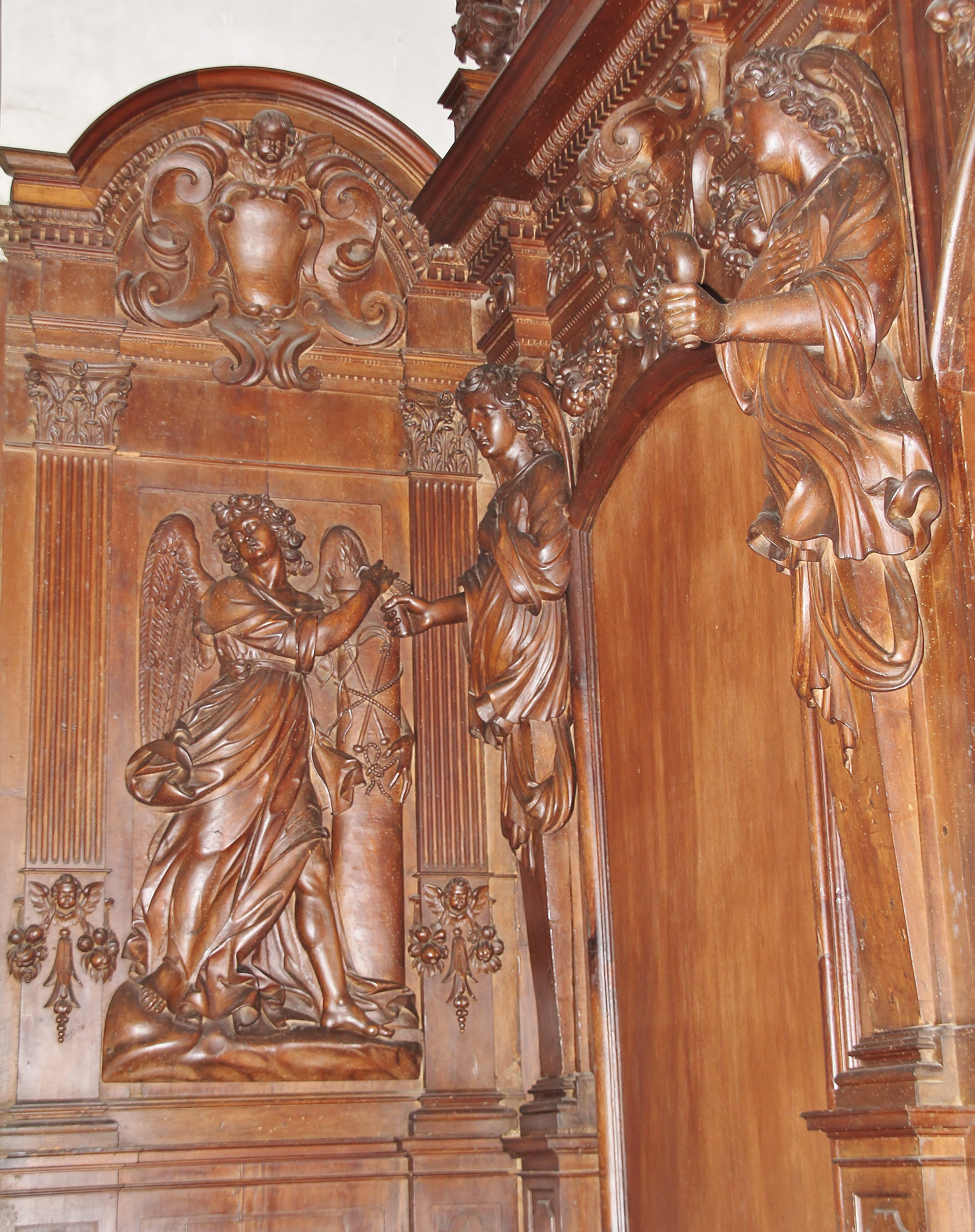
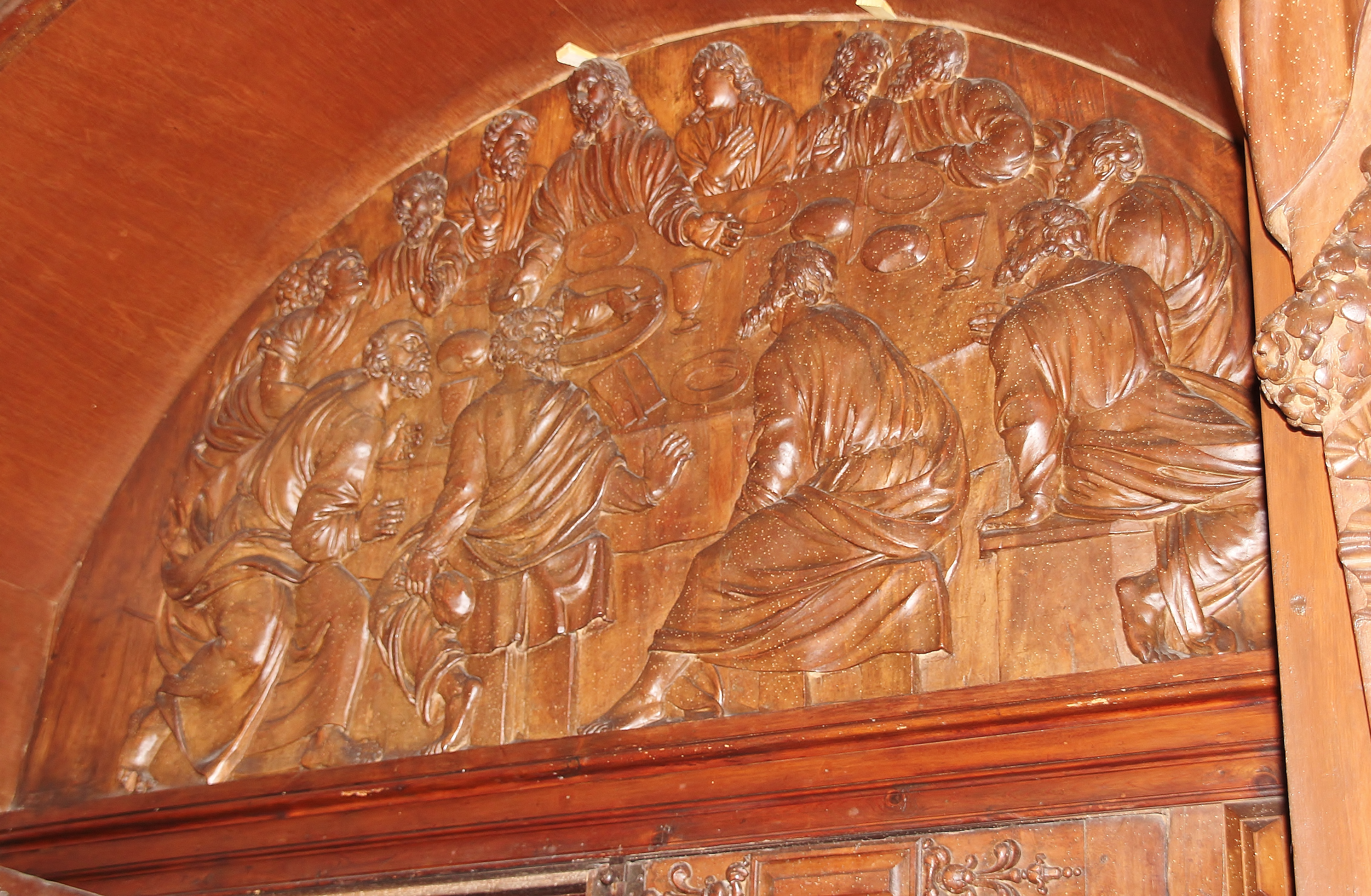